# گوآلبرتو بیاروئل
گوآلبرتو بیاروئل (انگلیسی: Gualberto Villarroel; زاده ۱۵ دسامبر ۱۹۰۸ – درگذشته ۲۱ ژوئیهٔ ۱۹۴۶) یک نظامی و سیاستمدار اهل بولیوی بود که ۴۶ام رئیس‌جمهور این کشور بود. وی در ۲۱ ژوئیه ۱۹۴۶ در شهر لاپاز ترور شد.